# Rick Hoffman
Rick Edward Hoffman (* 12. června 1970 New York City, New York) je americký herec. Je znám zejména díky své roli Patricka Van Dorna v seriálu Jake in Progress či svým ztvárněním Louise Litta v Kravaťácích.

## Mládí a vzdělání
Rick Hoffman se narodil v New York City a vyrůstal v newyorské vesničce Roslyn Heights, New York. Je synem Gail a Charlieho Hoffmanových a je Židem. Má mladšího bratra jménem Jeff. Po vystudování The Wheatley School v Old Westbury, New York, začal navštěvovat University of Arizona. Po jeho promoci se přestěhoval do Los Angeles, Kalifornie, kde také započal svou hereckou kariéru.

## Kariéra
Hoffman se poprvé objevil v roli ochranky ve filmu Spiknutí (1997). Po řadě vedlejších rolí dostal v roce 2000 roli hlavní, kterou byla postava Freddieho Sackera v TV seriálu The $treet, který byl však předčasně ukončen již po sedmi epizodách. Přesto mu tento seriál umožnil skončit s prací číšníka a přesunout se zpátky do New Yorku.
Hoffman si také zahrál mnoho vedlejších rolí, jako je tomu v seriálech Philly, Kriminálka Miami, Námořní vyšetřovací služba, Anatomie lží a mnoho dalších. V roce 2011 se objevil v roli Louise Litta v TV seriálu Kravaťáci.

## Osobní život
Rick Hoffman pochází z Long Islandu, New York, USA. Jeho první dítě se narodilo v prosinci roku 2014.

## Filmografie

### Film
| Rok  | Název                   | Roli                  | Poznámky    |
| ---- | ----------------------- | --------------------- | ----------- |
| 1997 | Spiknutí                | Ochranka              |             |
| 1998 | Smrtonosná zbraň 4      | Policejní důstojník   |             |
| 2002 | Krvavá stopa            | James Lockridge       |             |
| 2004 | Den poté                | Obchodník z New Yorku |             |
| 2004 | Our time is up          | Gay                   | Krátký film |
| 2004 | Cellular                | Právník               |             |
| 2005 | Jake in Progress        | Patrick Van Dorn      |             |
| 2005 | Hostel                  | Americký podnikatel   |             |
| 2007 | Chechták                | Angry Face            |             |
| 2007 | Zabij, nebo budeš zabit | Goldy                 |             |
| 2007 | Hostel II               | Americký podnikatel   | Flashback   |
| 2007 | Postal                  | Pan Blither           |             |
| 2014 | Locker 13               | Armando               |             |

### TV seriály
| Rok             | Název                                     | Role                             | Poznámky                                       |
| --------------- | ----------------------------------------- | -------------------------------- | ---------------------------------------------- |
| 2000            | The $treet                                | Freddie Sacker                   |                                                |
| 2001-2002       | Philly                                    | Terry Loomis                     |                                                |
| 2001            | The Bernie Mac Show                       | Jerry Best                       | 10 epizod                                      |
| 2002            | Andy Richter Controls the Universe        | Arnich                           |                                                |
| 2002            | Drzá Jordan                               | Phil Berman                      | Epizoda: "As If by Fate"                       |
| 2003, 2009      | Kriminálka Miami                          | Bruno Gomez/Darren Ripley        | 2 epizody                                      |
| 2004            | Advokáti                                  | D.A. Harvey Clarke               | 3 epizody                                      |
| 2004            | Můj přítel Monk                           | Agent Kohlms                     | Epizoda: "Monk Meets the Godfather"            |
| 2005            | Kriminálka New York                       | Dr. Miles Feldstein              | 1 epizoda                                      |
| 2006            | První prezidentka                         | Lance Addison                    | 2 epizody                                      |
| 2006            | Americký táta                             | Caroler #1 / John Hinkley (hlas) | Epizoda: "The Best Christmas Story Never Told" |
| 2007            | Chuck                                     | Agent Scary                      | Epizoda: "Chuck Versus the Sandworm"           |
| 2007            | Kriminálka Las Vegas                      | Michael Raykirk                  | Epizoda: "Cockroaches"                         |
| 2007–09         | Samantha Who?                             | Chase Chapman                    | 9 epizod                                       |
| 2008            | Zákon a pořádek: Útvar pro zvláštní oběti | Gary Lesley                      | Epizoda: "Closet"                              |
| 2008            | Las Vegas: Kasino                         | Scott Noel                       | Epizoda: "2 on 2"                              |
| 2008            | Námořní vyšetřovací služba                | Kelvin Ridgeway                  | Epizoda: "In the Zone"                         |
| 2008            | Dokonalý podraz                           | Alan Hoss                        | Epizoda: "The Two-Horse Job"                   |
| 2009            | Knight Rider - Legenda se vrací           | Christopher Stevens              | 2 epizody                                      |
| 2009            | Anatomie lží                              | Peters                           | Epizoda: "The Best Policy"                     |
| 2010            | Ted a spol.                               | Vedoucí nadace Veridian          | Epizoda: "Mess of a Salesman"                  |
| 2010            | Human Target                              | Shelly                           | Epizoda: "Ilsa Pucci"                          |
| 2010            | Mentalista                                | Christopher Lynch                | Epizoda: "Red Letter"                          |
| 2010            | Vražedná čísla                            | Producent udílení cen            | Epizoda: "And the Winner is..."                |
| 2011–současnost | Kravaťáci                                 | Louis Litt                       | Hlavní role                                    |
| 2016            | Ballers                                   | NFL PA Rep                       | Epizoda: "Most Guys"                           |